# Waleri Nikolajewitsch Kubassow
Waleri Nikolajewitsch Kubassow (russisch Валерий Николаевич Кубасов, wiss. Transliteration Valerij Nikolaevič Kubasov; * 7. Januar 1935 in Wjasniki, Oblast Wladimir, Russische SFSR; † 19. Februar 2014 in Moskau) war ein sowjetischer Kosmonaut.

## Arbeit als Konstrukteur
Waleri Kubassow schloss sein Maschinenbaustudium 1958 am Moskauer Luftfahrtinstitut mit einem Ingenieurstitel ab. In den Anfängen der bemannten sowjetischen Raumfahrt arbeitete er im OKB-1 (1966 umbenannt in „Zentrales Konstruktionsbüro des Experimentellen Maschinenbaus“) unter dem Chefkonstrukteur Sergei Koroljow.

## Raumfahrerkarriere

### Kandidat für den ersten Woschod-Flug
Nachdem das Wostok-Programm erfolgreich abgeschlossen wurde, sollten die nächsten bemannten Raumflüge mit Woschod-Raumschiffen durchgeführt werden. Bei Woschod 1 sollte nur einer der drei Raumfahrer ein ausgebildeter Pilot sein, die beiden anderen Plätze waren für einen Arzt und einen Wissenschaftler oder Ingenieur vorgesehen. Kubassow war einer der 14 Kandidaten, die im Mai 1964 vom OKB-1 vorgeschlagen wurden. Er war auch unter den sechs, die in die engere Wahl kamen, doch letztlich wurde Konstantin Feoktistow für den Flug ausgewählt.

### Ersatzmann für frühe Sojus-Flüge
Bei einem zweiten Anlauf wurde Kubassow im Mai 1966 in die Kosmonautengruppe integriert. Zu dieser Zeit wurden gerade die ersten beiden bemannten Flüge des neuen Sojus-Raumschiffs geplant. Sojus 1 sollte mit einem einzelnen Kosmonauten an Bord starten, Sojus 2 mit drei, wobei zwei Raumfahrer ihr Raumschiff verlassen und zu Sojus 1 umsteigen sollten. Die Auswahl der Besatzung entwickelte sich zu einem heftigen Disput. Koroljows Nachfolger, Wassili Mischin, wollte seine Ingenieure, unter anderem Kubassow, an Bord haben. Der Leiter der Kosmonautenausbildung, Nikolai Kamanin, wies dies als völlig unrealistisch ab, weil die Zeit für eine fundierte Ausbildung nicht ausgereicht hätte.
Im Juli 1966 war Kubassow als Bordingenieur von Sojus 2 im Gespräch, im September nahm er schließlich das formale Training auf. Obwohl er einen sehr guten Hintergrund in Raumfahrttechnik hatte, reichte die Zeit nicht, ihn als Raumfahrer zu qualifizieren. Im November 1966 wurde Kubassow als Ersatzmann für Sojus 2 eingeteilt. Kubassow hätte durchaus Chancen gehabt Alexej Jelissejew aus der Hauptmannschaft zu ersetzen, denn Jelissejew hatte keineswegs wesentlich mehr Erfahrung und war aus politischen Gründen in höheren Ebenen nicht gut angesehen.
Der Doppelstart von Sojus 1 und Sojus 2 war für den 23. und 24. April 1967 vorgesehen. Nachdem Sojus 1 in der Erdumlaufbahn ernste Probleme bekommen hatte, wurde der Start von Sojus 2 abgesagt. Bei der Landung von Sojus 1 versagte der Fallschirm und der Kosmonaut Wladimir Komarow kam ums Leben, was die bemannte Raumfahrt der Sowjetunion um fast zwei Jahre zurückwarf.
In dieser Zeit war Kubassow dem Mondprogramm zugeordnet und konnte auf eine weitere Zuteilung in die Ersatzmannschaft eines Sojusfluges hoffen. Das mit Sojus 1 und 2 geplante Manöver mit einem Transfer zweier Kosmonauten von einem Raumschiff zum anderen wurde dann im Januar 1969 mit Sojus 4 und Sojus 5 durchgeführt. Wieder war Kubassow Ersatzmann für Jelissejew, kam aber nicht zum Einsatz.

### Sojus 6: Erster Flug
Im April 1969 wurde Kubassow dann erstmals einer Hauptmannschaft zugeteilt, er wurde als Bordingenieur von Sojus 6 nominiert.
Zu seinem ersten Raumflug startete Kubassow am 11. Oktober 1969 zusammen mit seinem Kommandanten Georgi Schonin. Ihr Raumschiff nahm an einem Gruppenflug zusammen mit Sojus 7 und Sojus 8 teil. Geplant war eine Kopplung von Sojus 7 und Sojus 8, die von Kubassow und Schonin aus Sojus 6 beobachtet werden sollte, die Kopplung kam jedoch nicht zustande, weil das Annäherungssystem Igla bei allen drei Raumschiffen versagte. Schonin und Kubassow konnten aber zumindest das Vakuum-Schweißgerät Vulkan testen, das im luftleeren Orbitalmodul aufgebaut und vom Rückkehrmodul aus ferngesteuert wurde. Die Landung von Sojus 6 erfolgte am 16. Oktober.

### Kein Flug zu Saljut 1
Nachdem die Amerikaner das Rennen zum Mond gewonnen hatten, konzentrierte sich die sowjetische Raumfahrt auf den Bau einer Raumstation. Saljut 1 startete am 19. April 1971. Kubassow war Ersatzmann für die erste Besatzung mit Sojus 10, kam aber nicht zum Einsatz. Allerdings musste der Flug von Sojus 10 abgebrochen werden, weil das Raumschiff zwar an Saljut 1 ankoppeln konnte, aber keine druckdichte Verbindung hergestellt werden konnte.
Somit hatte Kubassow als Flugingenieur von Sojus 11 die Chance, zur ersten Raumstationsmannschaft der Geschichte zu gehören. Drei Tage vor dem Start wurden bei einer medizinischen Untersuchung Schatten auf seiner Lunge entdeckt. Die Ärzte diagnostizierten dies als beginnende Tuberkulose und sprachen ihm die Flugfähigkeit ab. Mit ihm verloren damit auch seine Mannschaftskameraden Alexei Leonow und Pjotr Kolodin ihren Platz in Sojus 11. Somit war es die Ersatzmannschaft mit Georgi Dobrowolski, Wiktor Pazajew und Wladislaw Wolkow, die an Bord der Saljut 1 einen neuen Langzeitrekord aufstellte.
Während Leonow und Kolodin nun für Sojus 12 vorgesehen waren, wurde Kubassow aufgrund des Tuberkuloseverdachts bei der Einteilung nicht mehr berücksichtigt. Als die Mannschaft von Sojus 11 dann bei der Landung ums Leben kam, wurden alle Planungen auf Eis gelegt. Kubassows Flugunfähigkeit hatte ihm und seinen zwei Kameraden das Leben gesichert, dafür kamen drei andere um.
Die Diagnose erwies sich jedoch als falsch, Kubassow litt nicht an Tuberkulose und war somit ein Kandidat für einen Aufenthalt an Bord der zweiten Raumstation, doch Saljut 2A explodierte am 29. Juli 1972 kurz nach dem Start, so dass der geplante Flug von Sojus 12 gestrichen wurde. Auch die nächsten zwei Starts einer Raumstation am 3. April 1973 und am 11. Mai 1973 schlugen fehl, es ist jedoch unklar, ob Kubassow als Besatzung hierfür vorgesehen war, denn am 24. Mai 1973 wurde er offiziell für ein anderes Projekt vorgestellt: das Apollo-Sojus-Test-Projekt (ASTP).

### Sojus 19: Erster internationaler Raumflug
Zusammen mit dem Kommandanten Alexei Leonow sollte Kubassow die Besatzung eines Sojus-Raumschiffes bilden, das in der Erdumlaufbahn an ein amerikanisches Apollo-Raumschiff koppeln sollte. Dieser erste internationale Raumflug erforderte intensive Vorbereitung mit mehreren Reisen in die USA.
Am 15. Juli 1975 starteten Kubassow und Leonow an Bord von Sojus 19. Es war der erste sowjetische Start, der live im Fernsehen übertragen wurde. Zwei Tage später koppelte das Apollo-Raumschiff, das eine speziell konstruierte Schleuse mit Koppeladapter mit sich führte, an. Knapp fünf Stunden verbrachte Kubassow bei Tom Stafford, Deke Slayton und Vance Brand an Bord der Apollo. Die Rückkehr zur Erde erfolgte am 21. Juli.

### Sojus 36: Interkosmosflug zu Saljut 6
Für die Amerikaner begann nach dem ASTP eine lange Pause bis zum Erststart des Space Shuttle, während die Sowjetunion sich weiter auf den Bau und Betrieb von Raumstationen konzentrierte. Im Rahmen des Interkosmos-Programms wurden auch Piloten aus befreundeten Nationen als Gast in Raumschiffen und Raumstationen aufgenommen.
Ein solcher Flug, der gemeinsam mit einem Raumfahrer aus Polen durchgeführt wurde, war Sojus 30. Kubassow war Ersatzmann für den Kommandanten Pjotr Klimuk, kam aber nicht zum Einsatz. Sein Forschungskosmonaut wäre Zenon Jankowski gewesen. Der Flug fand vom 27. Juni bis zum 5. Juli 1978 statt.
Zwei Jahre später kam Kubassow zu seinem dritten Raumflug und zu seinem ersten und einzigen Kommando. Am 26. Mai 1980 startete er mit Sojus 36 zur Raumstation Saljut 6. Mit an Bord war Bertalan Farkas aus Ungarn. Nach Nikolai Rukawischnikow war Kubassow der zweite Zivilist, der Kommandant eines bemannten sowjetischen Raumfluges wurde. Neben dem wissenschaftlichen Programm war es Aufgabe dieses Kurzzeitflugs, die Raumstationsbesatzung Leonid Popow und Waleri Rjumin mit einem neuen Raumschiff zu versorgen. Kubassow und Farkas kehrten am 3. Juni an Bord der Sojus 35 zur Erde zurück.

## Nach dem letzten Raumflug
In der Folgezeit arbeitete Waleri Kubassow wieder als Konstrukteur und an der Entwicklung der Raumstation Mir mit. Er schied am 3. November 1993 aus dem aktiven Kosmonautenkorps aus und wurde stellvertretender Direktor von RKK Energija.

## Privates
Kubassow war verheiratet und Vater zweier Kinder.